# Dorothy Gardiner
Pour les articles homonymes, voir Gardiner.
Dorothy Gardiner, née le 5 novembre 1894 à Naples, dans la région de la Campanie, en Italie, et morte le 4 décembre 1979 aux États-Unis, est une romancière américaine, spécialisée dans les histoires policières et les récits historiques.

## Biographie
Elle naît à Naples d'un père écossais et d'une mère américaine. Encore enfant, elle émigre avec sa famille dans le Colorado, aux États-Unis, où elle reçoit son éducation, fréquentant notamment l'université du Colorado.
Comme romancière, elle livre au cours de sa carrière plusieurs romans policiers et des récits historiques sur le Colorado. Elle compte une traduction en France dans la collection L'Aventure criminelle.  Elle est aussi l'auteur d'un recueil consacré à Raymond Chandler, compilant des lettres, articles et notes laissés par l'auteur du Grand Sommeil à sa mort.
Dorothy Gardiner a également été secrétaire de l'association Mystery Writers of America de 1950 à 1957.

## Œuvre

### Romans policiers
- The Transatlantic Ghoul (1933)
- A Drink For Mr Cherry ou Mr Watson Intervenes (1934)
- Beer For Psyche (1946)
- What Crime Is It ? ou The Case of the Hula Clock (1956) Publié en français sous le titre Drôle de policier, traduction de Jacqueline Souvré, Paris, Fayard, coll. L'Aventure criminelle no 12, 1957.
- The Seventh Mourner (1958)
- Lion in Wait (1963)

### Autres romans
- The Golden Lady (1936)
- Snow Water (1939)
- West of the River (1941)
- The Great Betrayal (1949)

### Recueil d'entretiens
- Raymond Chandler Speaking (1962, avec Kathrine Sorley Walker)